# 天下一電影
天下一電影製作有限公司 （英語：One Cool Film Production Limited.），是由男藝人古天樂及其母親李綺雯創立，位於香港的一間電影投資及製作公司。成立於2013年，為天下一集團旗下子公司。

## 歷史
2020年，英皇電影與天下一電影製作宣布攜手合作，將於兩年內合作製作及發行共10部港產電影。
2021年4月，天下一電影首次投資動畫電影，與荷里活的哥倫比亞影業及索尼動畫聯合出品動畫片《一家人大戰機械人》（The Mitchells vs. the Machines），影片並在4月30日下午在於Netflix上架。

## 出品電影
| 上映年份 | 片名                     | 導演                                                                                 | 演員 | 備註 |
| -------- | ------------------------ | ------------------------------------------------------------------------------------ | --- | --- |
| 2014     | 《豪情3D》               | 李公樂                                                                               | 杜汶澤、何超儀、袁嘉敏、曾國祥 | |
| 2014     | 《金雞SSS》              | 鄒凱光                                                                               | 吳君如、張家輝、王菀之、陳奕迅、黃秋生 | 與安樂影片、金銀島電影製作合作 |
| 2015     | 《12金鴨》               | 鄒凱光                                                                               | 吳君如、劉浩龍、姜皓文、蔡瀚億、黃秋生、王菀之 | 與安樂影片、金銀島電影製作合作 |
| 2015     | 《衝上雲霄》             | 葉偉信、鄒凱光                                                                       | 古天樂、鄭秀文、吳鎮宇、張智霖、佘詩曼、郭采潔、朱璇、劉俊孝、馬國明、江美儀 | 與邵氏兄弟、寰亞電影、TVB合作 |
| 2015     | 《五個小孩的校長》       | 關信輝                                                                               | 楊千嬅、古天樂、何涴瀠（小雪）、傅舜盈（嘉嘉）、王詩雅（珠女）、李詠珊（Kitty）、陳麗兒（Jennie）                                                                                       | 與寰宇娛樂、太陽娛樂文化合作 |
| 2015     | 《迷城》                 | 林嶺東                                                                               | 古天樂、余文樂、張孝全、佟麗婭 | 與巴福斯影業合作 |
| 2015     | 《陀地驅魔人》           | 張家輝                                                                               | 張家輝、郭采潔、張繼聰、蔡思貝、釋彥能 | 與安樂影片、UFO電影人製作合作 |
| 2015     | 《死開啲啦》             | 梁國斌                                                                               | 林德信、雷深如、張繼聰、吳浣儀、河國榮、盧覓雪 | 與巴福斯影業、太陽娛樂文化合作 |
| 2015     | 《同班同學》             | 陸以心                                                                               | 郭奕芯、廖子妤、麥芷誼、王宗堯、謝爕雋、陳靜、邵音音、蔡潔、盧惠光、曾國祥、徐天佑、李拾壹                                                                                              | 與巴福斯影業、太陽娛樂文化合作 |
| 2016     | 《使徒行者》             | 文偉鴻                                                                               | 張家輝、古天樂、吳鎮宇、佘詩曼、許紹雄 | 與邵氏兄弟、寰亞電影、TVB合作 |
| 2016     | 《驚心破》               | 吳品儒                                                                               | 謝霆鋒、劉青雲、佟麗婭、范曉萱 | 與銀都機構、太陽娛樂文化合作 |
| 2017     | 《骨妹》                 | 徐欣羨                                                                               | 梁詠琪、廖子妤、余香凝 | |
| 2017     | 《喵星人》               | 陳木勝                                                                               | 古天樂、馬麗 | 與英皇電影合作 |
| 2017     | 《空手道》               | 杜汶澤                                                                               | 鄧麗欣、杜汶澤、倉田保昭、歐錦棠、陳靜 | 與高先電影合作 |
| 2018     | 《以青春的名義》         | 譚惠貞                                                                               | 劉嘉玲、吳肇軒、謝君豪、董瑋、劉天蘭 | |
| 2018     | 《低壓槽》               | 張家輝                                                                               | 張家輝、徐靜蕾、何炅、余男 | 與安樂影片合作 |
| 2018     | 《逆流大叔》             | 陳詠燊                                                                               | 吳鎮宇、潘燦良、黃德斌、胡子彤、胡定欣、余香凝、莊思敏、柳俊江、李賞 | 與大名娛樂合作 |
| 2018     | 《翠絲》                 | 李駿碩                                                                               | 姜皓文、惠英紅、袁富華、余香凝、黃河、葛民輝、梁舜燕 | 與太陽娛樂文化、大名娛樂合作 |
| 2019     | 《愛·革命》              | 梁德森                                                                               | 夏菜、品川祐、羅霖、李璨琛、夏超、趙柯 | 與理想天映合作 |
| 2019     | 《使徒行者2：諜影行動》  | 文偉鴻                                                                               | 張家輝、古天樂、吳鎮宇、馬德鐘 | 與邵氏兄弟、TVB、大名娛樂合作 |
| 2019     | 《犯罪現場》             | 馮志強                                                                               | 古天樂、張繼聰、宣萱、顏卓靈、姜皓文、薛凱琪 | 與寰亞電影、太陽娛樂文化合作 |
| 2020     | 《打噴嚏》（發行）       | 柯孟融、戚家基                                                                       | 柯震東、林依晨、張曉龍、王大陸、吳建豪、徐子珊 | 台灣群星瑞智出品 |
| 2020     | 《Baby復仇記》           | 陸以心                                                                               | 陳靜、朱鑑然、余安安、張繼聰 | |
| 2021     | 《不日成婚》             | 陳茂賢                                                                               | 陳家樂、衛詩雅、朱栢康、談善言、岑珈其、楊偲泳 | 與英皇電影合作 |
| 2021     | 《總是有愛在隔離》       | 黃百鳴（總監製） 谷德昭（總導演） 陳嘉上、陳慶嘉、鄒凱光、黎震龍、馮德倫（聯合導演） | 許冠文、梁家輝、曾志偉、張智霖、張繼聰、陸永、蘇麗珊、陳家樂 友情演出：錢嘉樂、薛凱琪、方力申、古天樂、成龍、吳鎮宇、周秀娜、林家棟、姜皓文、張達明、劉心悠、鄧麗欣、鄭則仕、羅蘭及群星 | 與邵氏兄弟、英皇電影、寰亞電影、安樂電影、美亞電影、寰宇娛樂、中國星、東方影業、太陽娛樂文化及香港電影發展局合作                                |
| 2021     | 《一家人大戰機械人》     | Mike Rianda                                                                          | Danny McBride、Abbi Jacobson、Maya Rudolph、Mike Rianda、Eric Samuel André、Olivia Colman 粵語版本聲演：邵美君、梁梓禧                                                                  | 與哥倫比亞影業、索尼動畫合作 |
| 2021     | 《蜜熊仔維沃》           | Kirk DeMicco                                                                         | Lin-Manuel Miranda、Ynairaly Simo、Zoe Saldaña、Juan de Marcos González、Brian Tyree Henry、Gloria Estefan                                                                              | 與哥倫比亞影業、索尼動畫合作 |
| 2021     | 《媽媽的神奇小子》       | 尹志文                                                                               | 吳君如、梁仲恆、張繼聰、馮皓揚、錢小豪 | 與安樂影片、宏寰文化傳播、大名娛樂合作 |
| 2021     | 《怒火》                 | 陳木勝                                                                               | 甄子丹、謝霆鋒、秦嵐、任達華、呂良偉、譚耀文 | 與英皇電影合作 |
| 2021     | 《馬達·蓮娜》            | 陳雅莉                                                                               | 張繼聰、周秀娜 | 與本地製作合作 |
| 2021     | 《梅艷芳》               | 梁樂民                                                                               | 王丹妮、劉俊謙、廖子妤、林家棟、古天樂、楊千嬅、楊祐寧 | 與安樂影片、MakerVille合作 |
| 2022     | 《一樣的天空》           | 陳翊恆、潘梓然、侯楚峰、葉正恆                                                       | 王菀之、石修、朱栢謙、朱鑑然、米雪、車婉婉、吳浣儀、周祉君、林德信、袁富華、胡鴻鈞 | 慶祝香港回歸中國25週年紀念劇情片 與紫荊文化集團、英皇電影、寰亞電影合作                                                                         |
| 2022     | 《酷狗馬馬杜》           | Mark Dippé                                                                           | Pete Davidson、J.K. Simmons、David Koechner、Mary Hart、Julie Nathanson、Terri Douglas、Erin Fitzgerald、Stephen Stanton、Brian Hull、Sumalee Montano                                   | 與Andrews McMeel Entertainment合作 |
| 2022     | 《闔家辣》               | 鄭晉軒                                                                               | 吳君如、鄭中基、梁詠琪、呂爵安、袁澧林、何啟華 | 與寰亞電影、金銀島電影製作合作 |
| 2022     | 《明日戰記》             | 吳炫輝                                                                               | 古天樂、劉青雲、劉嘉玲、姜皓文、謝君豪 友情演出：張家輝 | 前稱：矛盾戰爭 與寰亞電影、宏寰文化傳播合作 |
| 2022     | 《飯戲攻心》             | 陳詠燊                                                                               | 黃子華、鄧麗欣、林明禎、張繼聰、王菀之、陳湛文 | 與安樂影片合作 |
| 2022     | 《猛鬼3寶》              | 黄鐦                                                                                 | 凌文龍、鍾雪瑩、岑珈其、徐浩昌、MC $oHo & KidNey、郭奕芯、林千渟、林家熙、蘇皓兒、周祉君、七仙羽、陳湛文                                                                                | 與本地製作合作 |
| 2023     | 《殘影空間》             | 陳志文                                                                               | 鄧麗欣、姜皓文、謝君豪 | |
| 2023     | 《死屍死時四十四》       | 何爵天                                                                               | 毛舜筠、鄭中基、呂爵安、黃又南、楊偉倫 | 含有大量粗口 |
| 2023     | 《電子靈》               | 梁碧芝                                                                               | 李靖筠、楊天宇、何佩瑜、龔慈恩、朱鑑然、張達倫、顧定軒、麥可怡、梁業、周漢寧 | 與英皇電影合作 |
| 2023     | 《說笑之人》             | 區焯文                                                                               | 吳肇軒、袁富華、伍詠詩、蔣祖曼、阮兆輝 | 與英皇電影合作 |
| 2023     | 《我們的十八歲》         | 徐欣羨                                                                               | 林千渟、楊偲泳、溫碧霞、李麗珍、狄龍、文雪兒、廖子妤、陳豪、余香凝、麥子樂 | 與本地製作合作 |
| 2023     | 《4拍4家族》             | 賴恩慈                                                                               | 謝安琪、泰迪羅賓、Anna hisbbuR、陳諾霆、陳奐仁、蔡紫晴、張進翹、朱栢謙、朱柏熹 | 與安樂影片、無限動力合作 |
| 2023     | 《第八個嫌疑人》（發行） | 李子俊                                                                               | 董成鵬（大鵬）、林家棟、張頌文、齊溪、孫陽 | 中國大陸唯喜（苏州）文化发展、北京力加非凡影业、峨眉电影集团、众合千澄影业（无锡）及中影股份聯合出品 與嘉樂影片發行                             |
| 2023     | 《白日之下》             | 簡君晉                                                                               | 余香凝、林保怡、姜大衛、梁仲恆、梁雍婷、周漢寧、陳湛文、朱栢謙、朱栢康、許月湘、龔慈恩 友情演出：胡楓、鮑起靜                                                                           | |
| 2024     | 《飯戲攻心2》            | 陳詠燊                                                                               | 鄧麗欣、張繼聰、林明禎、王菀之、陳湛文、謝君豪、何啟華、魏浚笙、胡楓、羅蘭、凌文龍、胡子彤、林家熙、楊偲泳、余香凝、蔣志光、米雪                                                        | 與安樂影片合作 |
| 2024     | 《九龍城寨之圍城》       | 鄭保瑞                                                                               | 古天樂、洪金寶、任賢齊、林峯、劉俊謙、黃德斌、伍允龍、胡子彤、張文傑、喬靖夫、廖子妤、王尹菁、張松枝、蔡思韵 特別友情演出：郭富城                                                             | 與寰亞電影、銀都機構、無限動力、聯瑞影業、以太影業合作                                                                                          |
| 2024     | 《加菲貓：勇闖世界》     | Mark Dindal                                                                          | Chris Pratt、Samuel L. Jackson、Hannah Waddingham、Ving Rhames、Nicholas Hoult、Cecily Strong、Harvey Guillén、Brett Goldstein、楊伯文 粵語版本聲演：麥沛東、林雪                       | 與哥倫比亞影業、索尼動畫、愛爾康娛樂、DNEG Animation、Wayfarer Studios、第六攝影棚電影、Andrews McMeel Entertainment合作 美亞娛樂、洲立影片發行 |
| 2024     | 《我談的那場戀愛》       | 何妙祺                                                                               | 吳君如、MC 張天賦、鄧麗欣、陳輝虹、張錦程、Norman NOEL、鄭中基、谷祖琳、倪晨曦、林耀聲、蔣祖曼                                                                                          | 總公司電影製作出品 與金銀島電影製作合作 |
| 2024     | 《把幸福拉近一點》       | 凌志民                                                                               | 凌文龍、林明禎、林芊妤、梁雍婷、羅浩銘、黃浚銘、譚嘉荃、林漢洋、余安安 | 與銀都機構、自由行娛樂合作 |
| 2024     | 《得寵先生》             | 李志偉、何英毅                                                                       | 鄭丹瑞、盧慧敏、馮允謙、黃正宜、黃梓樂、黃美芬、顏子菲、區嘉雯、袁富華 特別友情演出：廖子妤、黃德斌、陳毅燊 動物演員：Little（唐狗）                                                    | 與寰亞電影、中影寰亞、香港電影發展基金、文創產業發展處合作                                                                                      |
| 2025     | 《曾經擁有》             | 徐梓耀                                                                               | 姜皓文、廖子妤、陳靜、周國賢、徐浩昌、吳志雄、田啟文、林子聰、孟海、李思捷、陳宇琛、陳嘉莉                                                                                              | 與嘉樂影片發行 |
| 2025     | 《臨時決鬥》             | 麥啟光                                                                               | 古天樂、梁詠琪、王丹妮、周秀娜、胡子彤、張文傑、陳湛文、楊詩敏、伍允龍、喬靖夫、王尹菁、王頌茵、陳獻略、陳慧敏、陳楨怡、吳梓熙                                                          | 與安樂影片、掌賞娛樂、無限動力合作 |
| 2025     | 《看我今天怎麼說》       | 黃修平                                                                               | 游學修、鍾雪瑩、吳祉昊、袁綺雯、鄭進希、黃暐恆 友情演出：陳蕾 | 不一樣的禮物電影有限公司製作 與安樂影片發行 |
| 2025     | 《送院途中》             | 卓韻芝                                                                               | 古天樂、游學修、袁澧林、潘燦良、蘇悅弦、朱栢康、羅冠蘭、林家熙、伍詠詩、周漢寧、胡子彤、張文傑、徐頴堃 特別友情演出：林保怡、谷祖琳                                                     | 與安漫奇製作、香港電影發展基金、文創產業發展處合作 與安樂影片發行                                                                               |
| 2025     | 《不赦之罪》             | 林善、譚善揚                                                                         | 黃秋生、蘇玉華、歐鎮灝、陳紫萱、陳書昕 | 天下一工作室製作及攝製 與安漫奇製作合作 香港電影工作者總會發起《總會拍電影》第一季計劃勝出作品 高先電影發行                                     |
| 2025     | 《惡行之外》             | 郭文奇                                                                               | 古天樂、林家棟、張繼聰、王敏奕 特別友情演出：林嘉欣 | 於now 爆谷台自選服務搶先上架 |
| 2025     | 《私家偵探》             | 李子俊、周汶儒                                                                       | 古天樂、周秀娜、劉冠廷、黃浩然、楊偲泳、張兆輝、黃詩棋、關德輝、陳培永 | 馬來西亞電影 |
| 待上映   | 《憤怒鳥大電影3》        |                                                                                      | | 與哥倫比亞影業、索尼動畫合作 |
| 待上映   | 《臥底的退隱生活》       | 高子彬                                                                               | 謝安琪、鄧月平、陳毅燊、唐詩詠、鄭丹瑞、程仁富、關浩傑 | 與本地製作合作 |
| 待上映   | 《尋秦記》               | 吳炫輝、黎震龍                                                                       | 古天樂、林峯、宣萱、郭羨妮、滕麗名、鄭雪兒 | |
| 待上映   | 《誰變走了大佛》         | 葉偉信                                                                               | 古天樂 | |
| 待上映   | 《一線生機》             | 黎兆鈞、施柏林、劉永泰                                                               | 古天樂、宣萱、姜皓文、張繼聰 | |
| 待上映   | 《守闕者》               | 唐唯瀚                                                                               | 古天樂、彭于晏、姜皓文、林保怡、盧慧敏、羅浩銘、林峯、鄭則士、周秀娜、王敏德、宣萱、黃浩然、洪金寶、胡子彤、陳毅燊                                                                      | 與萬達影業合作 |
| 待上映   | 《鎖戰》                 | 吳培吉                                                                               | 姜皓文、高海寧、許紹雄、黃浩然、林星潼、黃詩棋、陳沛江、郭曉東 | 馬來西亞電影 |
| 製作中   | 《明日戰記前傳》         |                                                                                      | | 動畫電影，預計2025年上映 |
| 製作中   | 《觸電》                 | 梁國輝                                                                               | 林敏驄、柯煒林、伍詠薇、陳穎欣、蘇皓兒、羅莽、馮素波、盧慧敏、陳毅燊、陳苡臻、吳肇軒 | |
| 籌備中   | 《小朋友齊打交》         |                                                                                      | | 與試當真合作 |
| 籌備中   | 《紙皮婆婆》             | 任俠                                                                                 | 惠英紅 | |
| 籌備中   | 《風雲天下III之斷浪》    | 馬榮成、李子俊、李光耀                                                               | 古天樂 | |
| 籌備中   | 《如來神掌》             | 劉浩良                                                                               | | |
| 籌備中   | 《闔家打麻雀》           | 鄭晉軒                                                                               | 吳君如、鄭中基、梁詠琪、呂爵安、袁澧林、古天樂 | |
| 籌備中   | 《大猩小怪》             | 吳炫輝                                                                               | | |
| 籌備中   | 《力神薛仁貴》           | 吳炫輝                                                                               | | |
| 籌備中   | 《雞蛋仔》               | 羅耀輝                                                                               | 古天樂、林家棟 | |
| 籌備中   | 《逆走人生》             |                                                                                      | 張繼聰 | |
| 籌備中   | 《陳百強》               | 文偉鴻                                                                               | | 與英皇電影、邵氏兄弟合作 |